# Los sueños en la casa de la bruja
Los sueños en la casa de la bruja es un cuento del escritor estadounidense H. P. Lovecraft que forma parte del ciclo de los Mitos de Cthulhu. Pertenece al género de horror cósmico y ciencia ficción, y fue publicado por primera vez en la revista Weird Tales de 1933.

## Inspiración
En la An H. P. Lovecraft Encyclopedia se señala que este cuento estuvo fuertemente influenciado por la novela inconclusa de Nathaniel Hawthorne, Septimius Felton.

## Narrador
El narrador del relato es omnisciente. Es común que su voz se mezcle con la de sus personajes (por ejemplo, con la de Gilman o la de Elwood), por lo que podemos deducir que su discurso posee un punto de vista monológico, es decir, el narrador es una especie de dios que dirige las palabras y las acciones de sus personajes.
El estilo de Lovecraft es claro y preciso. No es común en este escritor la abundancia de palabras complicadas y preciosismos lingüísticos; al contrario, se privilegia el uso simple de la lengua en favor del desarrollo de la historia.

## Argumento

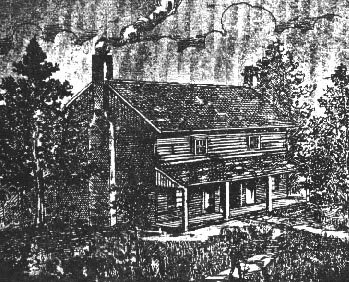
La casa de la bruja.

Walter Gilman es un estudiante de matemáticas de la Universidad de Miskatonic, empapado en conocimientos acerca de las diversas leyendas populares y mitos paganos de la ciudad de Arkham. Llevado por su curiosidad científica mezclada con el saber de los mitos urbanos, decide alquilar una habitación en la casa de la bruja, lugar en el que vivió Keziah Mason, una vieja hechicera que escapó de los tribunales de Salem en el año 1692 gracias a su habilidad para traspasar dimensiones mediante el trazado de complicadas líneas y curvas en las paredes.
Enormemente cautivado por la misteriosa habilidad de la bruja, Gilman decide profundizar sus investigaciones matemáticas en la habitación de Keziah, sin imaginar que será presa de los más terribles sueños mezclados con realidad, que lo llevarán, a la postre, a un destino horrible e inimaginable.

## Personajes

### Walter Gilman
Walter Gilman era originario de Haverhill (Massachusetts), pero decidió estudiar matemáticas en la Universidad de Miskatonic, en Arkham. En el cuento se nos presenta como un tipo sedentario, retraído, tremendamente interesado en la ciencia y los mitos populares. Es justamente esta mezcla de saberes la que lo motiva a alquilar la habitación donde la bruja Keziah Mason realizaba sus prácticas de traspaso dimensional. A medida que avanza sus investigaciones, Gilman sufre de fiebre y es protagonista de terroríficos sueños, en los que es acompañado por el fantasma de la vieja Keziah y un animalejo peludo llamado Brown Jenkin. Más adelante, cuando sus sueños son más reales —en la realidad, los sueños ocurrían— Gilman se encuentra con el Hombre Negro, en el trono de Azathoth, en el centro del caos.
Casi al final del relato, durante una de sus travesías onírico-reales, Gilman «asesina» al fantasma de Keziah y logra acabar con la fiebre y los terroríficos sueños. No obstante, luego de esto queda totalmente sordo. Un día después de este acontecimiento, Gilman es asesinado por el animal Brown Jenkin —que sí existía y no era una simple leyenda—, que le roe los órganos internos.

### Frank Elwood
Elwood es el mejor amigo de Gilman. Es su compañero en la universidad y lo ayuda a investigar los misterios de los sueños y la fiebre de Gilman en la casa de la bruja. Al final, después de la muerte de Gilman, Elwood se va de Arkham tras graduarse en la Universidad de Miskatonic.

### Keziah Mason

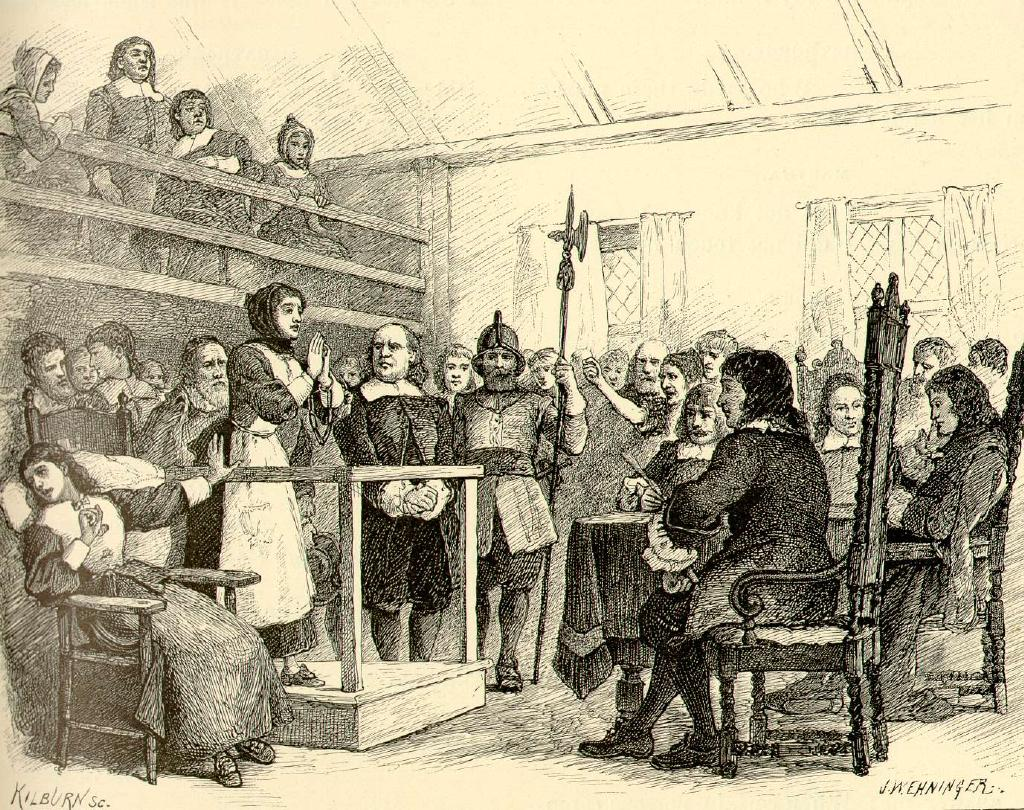
Una escena de los Juicios de Salem. Ilustración de John W. Ehninger.

El personaje que da pie al relato es, en definitiva, la bruja Keziah Mason. En los folios de la biblioteca de la universidad, Gilman descubre que esta hechicera, en 1692, logró escapar del tribunal de Salem gracias al trazado de unas complejas líneas y curvas, con las que, aparentemente, lograba traspasar de una dimensión a otra. Gilman, tras mucho investigar, es víctima de sueños en los que se le aparecen Keziah y el Brown Jenkin y lo obligan a firmar un libro en el trono de Azathoth, en presencia del Hombre Negro. En una de las travesías de Gilman por estos sueños confundidos con realidad, nuestro protagonista logra acabar con el espíritu de la bruja. No se oyeron hablar de nuevas apariciones de Keziah Mason y Brown Jenkin desde que la casa de la bruja fue demolida.

### Brown Jenkin
Este personaje es descrito como una especie de rata peluda con rostro barbado de ser humano y una inconfundible risita burlona. El Brown Jenkin es reconocido como una leyenda popular de Arkham; no obstante, conforme avanza el relato, nos enteramos de que en realidad existe. Este extraño ser es el familiar de Keziah, y por ello la acompaña a todos lados. Tras la desaparición del espíritu de la bruja, Brown Jenkin asesina a Gilman. 
Al final del relato, el narrador nos cuenta que nos encontramos en el año 1931, fecha en que la Casa de Bruja es demolida. Se nos refiere que en el interior del edificio embrujado se encontraron multitud de restos óseos de niños y, en el ático, el esqueleto de un ser parecido a una rata humanoide.

### El Hombre Negro

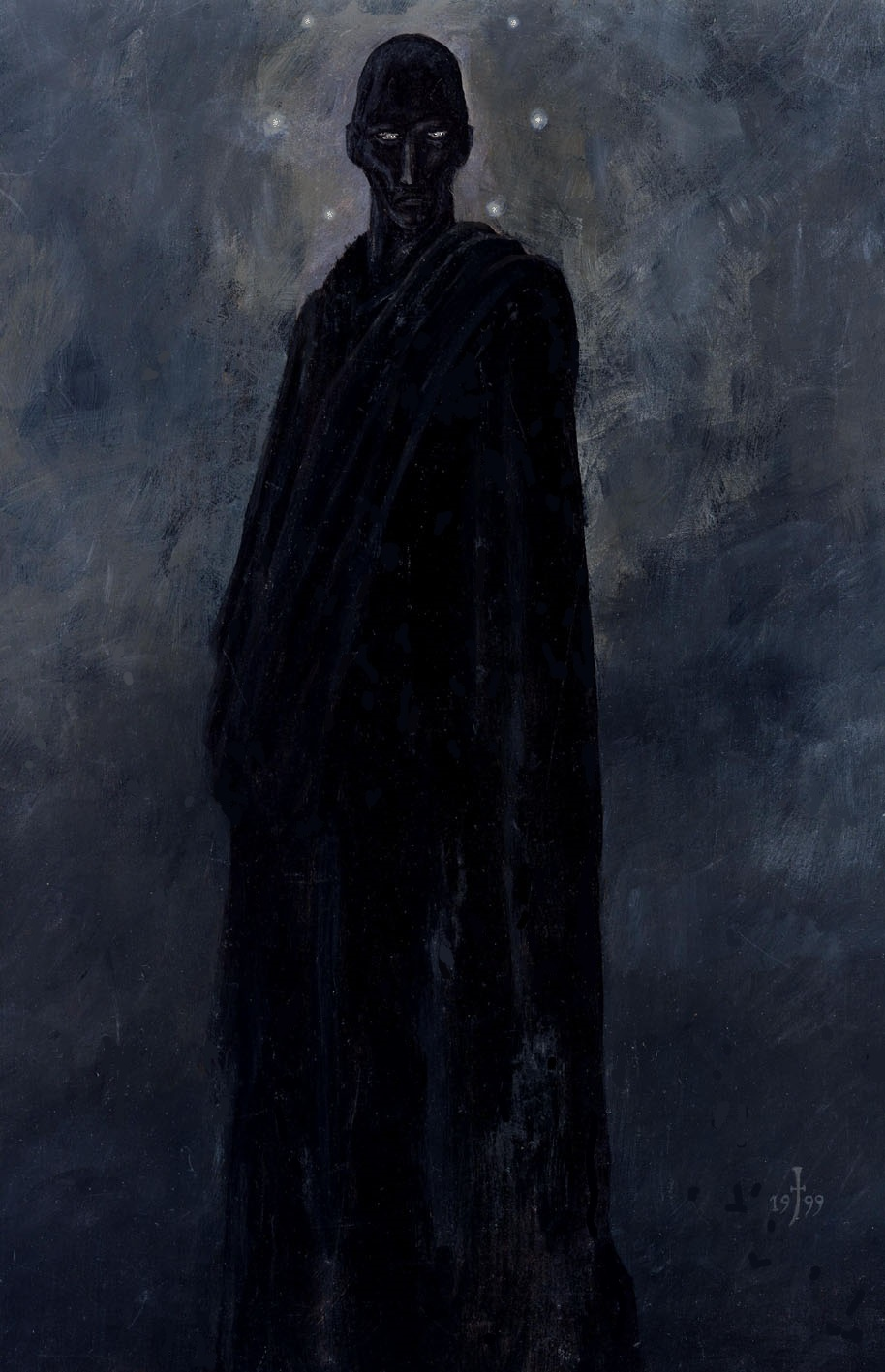
El Hombre Negro, ilustración de Jens Heimdahl.

Este misterioso personaje aparece cuando los sueños de Gilman son más terribles. Se nos refiere en el relato que el Hombre Negro está sentado en el trono de Azathoth, en el caos primigenio. Gilman es obligado a firmar en el libro del dios con su sangre, pero se niega.

### Los pensionistas de la casa de la bruja
Gilman y Elwood no son los únicos que viven en la vieja mansión de Keziah Mason. Allí también viven personajes supersticiosos y pintorescos como los caseros Drombowski y el mecánico de telares Mazurewicz. Todos ellos creen ciegamente en las leyendas populares de Arkham y a lo largo del cuento le advierten a Walter Gilman que lo que él cree que son simples sueños terroríficos, se cumplen en la vigilia.

## Crítica
El tema principal de este relato es uno al que Lovecraft recurrió constantemente a lo largo de toda su creación literaria: el hombre es un ser indefenso frente a lo desconocido. En efecto, Lovecraft es el gran creador de los seres que poblaron el mundo mucho antes que los hombres, y que pugnan por regresar desde el exterior. En este relato, la presencia del dios Azathoth es más que elocuente.
Al igual que en El color del espacio exterior, tenemos dos grupos humanos bien definidos: los hombres de ciencia y los hombres de leyendas, o sea, el saber científico diferenciado del saber popular. Sin embargo, en Los sueños de la casa de la bruja nos encontramos que estos dos saberes están mezclados en un solo hombre: Walter Gilman.
A nivel de estructuras más profundas, podemos decir que ni el saber popular mezclado con el saber científico (es decir, la humanidad entera) es capaz de hacer frente a lo desconocido, al terror primigenio, y es por ello que al final el protagonista (el símbolo de unión de estas dos grandes vertientes de conocimientos) muere. El mensaje es que los hombres, ni unidos ni separados, pueden luchar contra seres más poderosos que ellos, y que, al final, lograrán reconquistar su territorio perdido.

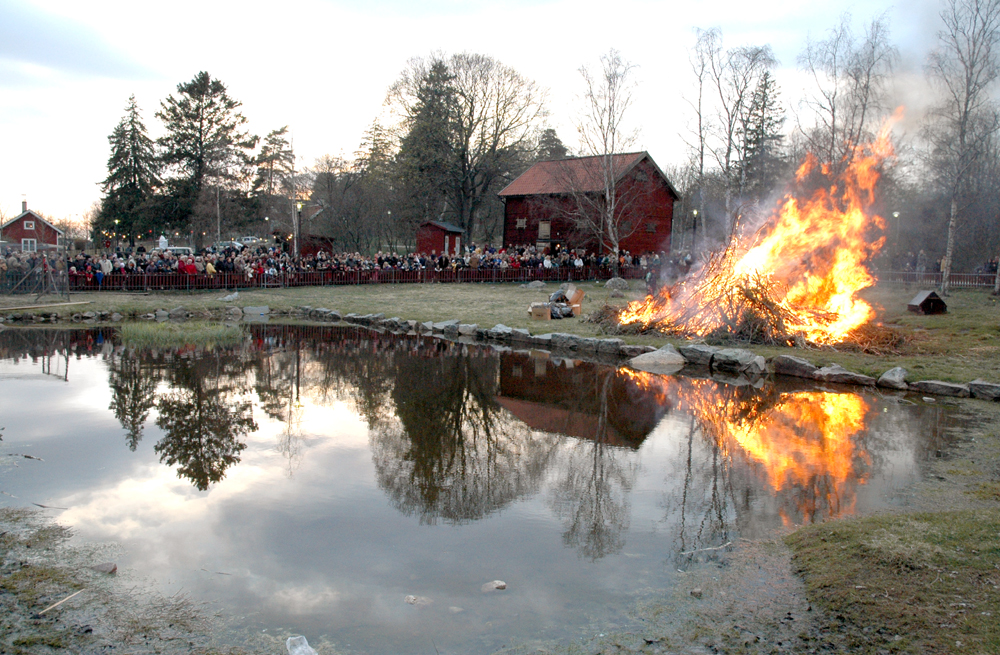
Celebración de la Noche de Walpurgis el 30 de abril de 2005 en Akalla, suburbio de Estocolmo (Suecia).

Es interesante analizar los elementos populares y científicos de este relato. En cuanto a lo primero, tenemos referencias directas a las quemas de brujas de Salem —en especial los folios del juez Cotton Mather— y a la noche de Walpurgis. En lo que respecta al segundo grupo, tenemos un esbozo de las teorías físicas de la dimensionalidad espacial, así como una muestra de la enorme pasión de Lovecraft por la ciencia y sus conocimientos con respecto a ella.
La temática de Lovecraft es bastante uniforme: mezcla lo popular con lo científico, lo terrorífico con la ciencia ficción y logra crear relatos que transmiten una visión del mundo clara y cautivante. Asimismo, el escritor estadounidense es reconocido por crear el maravilloso universo del horror cósmico, poblado de seres inefables y horribles, que hasta nuestros días tiene fieles lectores de las más diversas edades. Los sueños en la casa de la bruja es un claro ejemplo de ello.

## Influencias
- Uno de los capítulos de El gabinete de curiosidades de Guillermo del Toro lleva el mismo nombre y está inspirado en dicho relato.[6]